# Tkvarčeli
Tkvarčeli (gruzijski: ტყვარჩელი, abhaski: Тҟəарчал, ruski: Ткуарчал ili Ткварчели) je grad u gruzijskoj pokrajini Abhaziji

## Povijest
Eksplotacija ugljena na ovom području je započela 1935. godine, a posebnu važnost rudnik ugljena dobio je tijekom Drugog svjetskog rata, pogotovo nakon što je Nacistička Njemačka osvojila Donbass. Tkvarčeli je dobio status grada 9. travnja 1942. godine.
Tijekom Rata u Abhaziji (1992. – 1993,), Tkvarčeli je bio pod opsadom gruzijskih snaga, ali je uspio opstati zbog ruske pomoći. Od 1995. godine središte je novoformiranog Distrikta Tkvarčeli. Dana 27. rujna 2008. godine, abhazijski predsjednik Sergej Bagapš dodijelio mu je počasni naslov Grad heroj.

## Demografija
Prema popisu stanovništva 1989. godine u gradu je živjelo 21.744 stanovnika, tri glavne etničke skupine bili su Abhazi (42,3%), Rusi (24,5%) i Gruzijci (23,4%). Kao rezultat rata u Abhaziji gradska industrija je propala a broj stanovnika je znatno smanjen, tako je 2004. godinu u gradu živjelo od 7.000 do 8.000 stanovnika prema nekim izvorima, dok prema drugima samo 4.800. Prema popisa stanovništva iz 2003. godine u gradu živi 4.786 stanovnika. Prema popisu iz 2011. godine u gradu živi 5.013 stanovnika od toga, 66,5% su Abhazi, 16,0% Gruzijci, 9,7% Rusi, 1,4% Mingreli, 1,3% Ukrajinci, 1,1% Armenci, 0,4% Grci i 0,1% Svani.